# 폴란드 점령 (1939년~1945년)
폴란드 점령은 제2차 세계 대전 (1939년~1945년) 동안 1939년 9월 나치 독일-소련의 폴란드 침공으로 시작되었고, 1945년 5월 연합국에 의한 독일의 패배로 공식적으로 마무리되었다. 점령의 전체 과정에서, 폴란드의 영토는 나치 독일과 소련으로 나뉘었는데, 둘 다 폴란드의 문화를 근절하고 국민들을 예속시키기 위한 것이었다. 1941년 여름~가을, 소련에 합병된 땅은 독일이 소련을 공격하는 과정에서 독일에 의해 점령되었다. 몇 년간의 전투 끝에, 붉은 군대는 독일 국방군을 소련에서 몰아내고 나머지 중앙유럽과 동유럽에서 폴란드로 건너갔다.
사회학자 타데우시 피오트로프스키는 두 점령 세력이 폴란드의 주권, 사람들, 그리고 문화의 존재에 적대적이었고 그들을 파괴하는 것을 목표로 했다고 주장한다. B 바르바로사 작전 이전에 나치 독일과 소련은 폴란드 관련 정책을 조정했는데, 가장 눈에 띄는 것은 점령자들이 폴란드 저항 운동에 대처하기 위한 계획을 논의한 네 번의 게슈타포-NKVD 회의였다.
1939년에서 1945년 사이에 폴란드 인구의 21.4%가 사망했으며, 그 중 절반은 폴란드인, 나머지 절반은 유대계 폴란드인이었다. 사망자의 90% 이상이 비군사적 손실이었다. 왜냐하면 대부분의 민간인들은 나치 독일과 소련에 의해 시작된 다양한 행동을 의도적으로 목표로 삼았기 때문이다. 전반적으로, 1939년부터 1945년까지 독일이 전쟁 전 폴란드 영토를 점령하는 동안, 독일은 뉘른베르크 국제군사재판 동안 계획적이고 조직적인 대량 학살로 묘사된 3,000,000명의 유대인을 포함하여 5,470,000~5,670,000명의 폴란드인을 살해했다.
2009년 8월, 폴란드 국립추모연구소(IPN) 연구원들은 폴란드의 사망자(유대계 폴란드인 포함)를 547만 명에서 567만 명, 또는 15만 명(소련 때문)으로 추정했다.